# Scot Pollard
Scot L. Pollard (* 12. Februar 1975 in Murray, Utah) ist ein ehemaliger US-amerikanischer Basketballspieler, der zwischen 1997 und 2008 in der NBA aktiv war. In seinen letzten beiden Profijahren feierte er seine größten Erfolge, als er 2007 mit den Cleveland Cavaliers überraschend die NBA-Finalserie erreichte. 2008 wurde mit den Boston Celtics NBA-Meister. Pollard war während seiner Karriere für seine Stärken in der Verteidigung, aber auch für seine exzentrische Persönlichkeit bekannt.

## Kindheit und Jugend
Scot Pollard wuchs als eines von sechs Kindern in einer mormonischen Familie auf, ist selber jedoch nicht religiös. Sein Vater, der College-Basketball gespielt hat, begeisterte ihn schon früh für Basketball. In seiner Jugend besuchte Pollard die Torrey Pines Highschool in San Diego, an welcher er auch für die Schulmannschaft Basketball spielte. Nach dem Schulabschluss kam er durch ein Basketball-Stipendium an die University of Kansas. Dort spielte er unter Trainer Roy Williams. Mit insgesamt 218 geblockten Würfen verbuchte Pollard bis 1997 einen der besten Werte, der bis dahin einem Spieler der Hochschulmannschaft gelungen war. Des Weiteren spielte er eine Hochschulbestmarke für Freiwurftreffer auf. Er spielte bis 1997 für Kansas und entschied sich dann, sich für den NBA-Draft zu bewerben.

## NBA-Karriere
Im NBA-Draft 1997 wurde Pollard an 19. Stelle von den Detroit Pistons ausgewählt. In seiner Debütsaison kam Pollard 33 mal zum Einsatz, wobei ihm im Schnitt 2,7 Punkte und 2,2 Rebounds pro Spiel gelangen.
Nach einer Saison in Detroit wurde er von den Pistons zu den Atlanta Hawks transferiert, welche ihn wiederum an die Sacramento Kings weitergaben. In Sacramento war man gerade dabei, ein erfolgreiches, Playoff-taugliches Aufgebot aufzubauen, was dem Management auch gelang. Aufgrund eines Lockouts in der NBA-Saison 1998/99 und einer Verletzung kam Pollard in seinem ersten Jahr bei den Kings jedoch nur zu 16 Einsätzen von der Bank. In den folgenden Jahren entwickelte sich Pollard bei den Kings zu einem zuverlässigen Ersatzmann für Vlade Divac und stand öfters auch als Power Forward in der Startaufstellung. Die Kings standen regelmäßig in den Playoffs, der ganz große Wurf, sprich die NBA-Finalserie, gelang jedoch nicht.
Im Sommer 2003 wechselte Pollard zu den Indiana Pacers, bei denen er drei ordentliche Jahre erlebte, in denen sich die Pacers jedes Mal für die Playoffs qualifizierten. Im letzten Jahr in Indiana stand Pollard in 32 seiner 49 Einsätze in der Anfangsaufstellung. Nach der Saison wurde Pollard erstmals zum Free Agent.

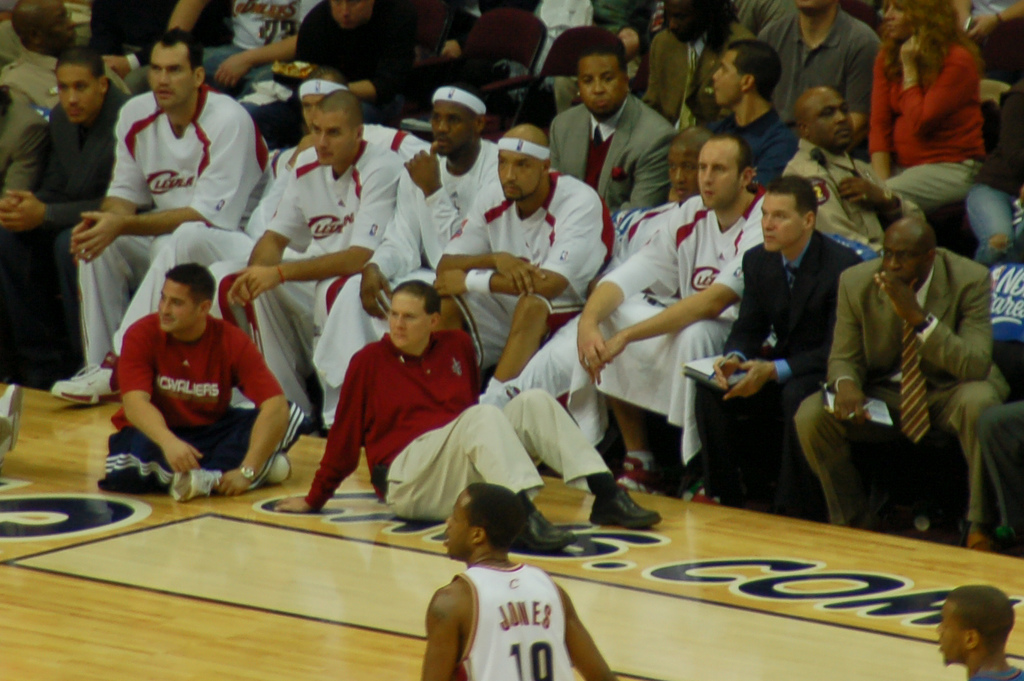
Pollard (links im weißen Trainingsanzug) in der Saison 2006/07 mit den Cleveland Cavaliers

Zur Saison 2006/07 wechselte Pollard zu den Cleveland Cavaliers, bei denen er einen Vertrag über eine Saison unterzeichnete. An der Seite von LeBron James, der eine der besten Leistungen eines einzelnen Spielers in der NBA-Geschichte zeigte, gelang es den Cavaliers mit Pollard als Ersatz für Žydrūnas Ilgauskas völlig überraschend bis in die NBA-Finalserie vorzudringen, in der man jedoch gegen die San Antonio Spurs chancenlos war und sich bereits nach vier Spielen geschlagen geben musste. 
Nach der Saison verließ Pollard die Cavaliers und wechselte zu den Boston Celtics. Bei den Celtics wählte Pollard die Trikotnummer 66 und sagte spaßeshalber, er habe diese Nummer nur gewählt, weil er die Nummer 666 nicht nehmen durfte. An der Seite von Paul Pierce, Kevin Garnett, Ray Allen und Rajon Rondo wurde Pollard Meister.  
Er spielte zu Beginn der Saison noch regelmäßig von der Bank aus ins Spiel kommend; seine Einsätze wurden jedoch immer unregelmäßiger und kürzer, und in den Endspielen kam er schließlich gar nicht mehr zum Einsatz. Insgesamt brachte es Pollard in der Meistersaison 2007/08 auf 22 Einsätze (alle in der Hauptrunde) und Mittelwerte von 1,8 Punkte sowie 1,7 Rebounds je Begegnung. Nach der Saison gab Pollard im Alter von 33 Jahren sein Karriereende bekannt. Er sagte jedoch, er stehe jederzeit zur Verfügung, wenn ein NBA-Team „einen guten Center“ brauche.

## Sonstiges
Am 11. März 2007 wurde während einer Auszeit eine TV-Kamera auf ihn gehalten. Pollard guckte in die Kamera und sagte „Hey kids, do drugs“ („Hey Kinder, nehmt Drogen“). Obwohl offensichtlich war, dass Pollard diese Aussage nicht ernst meinte, wurde sie anschließend in einigen Sportsendungen scharf kritisiert. Pollard entschuldigte sich für die Aussage.
Pollard war während seiner Karriere für verschiedene, teils auffällige Frisuren bekannt, weshalb er oft als „White Rodman“ bezeichnet wurde. Zu seinen Frisuren zählten unter anderem ein Irokesenschnitt oder ein doppelter Pferdeschwanz, der ihm den Spitznamen „Samurai Scot“ einbrachte.
Im Anschluss an seine Zeit als Berufsbasketballspieler wurde Pollard als Basketballkommentator tätig, arbeitete unter anderem für den Sender Fox Sports Indiana sowie NBA TV. Des Weiteren war er der Produzent eines 2014 veröffentlichten Films über Wilt Chamberlain und versuchte sich als Schauspieler, wirkte als solcher im Gruselfilm Axeman at Cutter's Creek mit.

## Erfolge
- NBA-Meister 2008 mit den Boston Celtics